# Волошка донська
Волошка донська (Centaurea tanaitica) — вид рослин із родини айстрових (Asteraceae).

## Біоморфологічна характеристика
Багаторічна рослина 15–65 см заввишки. Вся рослина сіро-павутинно-повстяна. Всі стеблові листки низхідні, утворюють на стеблах крила (іноді ширші від діаметра самого стебла). Кошиків на окремому стеблі 1–10, часто на дуже коротких гілочках. Обгортка довгасто-яйцеподібна, 16–23 × 9–15 мм. Період цвітіння: липень — серпень.

## Середовище проживання
Зростає в Україні й Росії (євр. ч.).
В Україні вид зростає у степах, на степових схилах — у Донецькому Лісостепу та прилеглих районах Степу